# Bärbel Hedinger
Bärbel Hedinger (geb. 1940 in Danzig) ist eine deutsche Kunsthistorikerin und Kuratorin. Sie ist ehemalige Direktorin des Altonaer Museums in Hamburg.

## Leben und Wirken
Hedinger studierte zunächst Volkswirtschaft in Münster, Heidelberg, Marburg und Hamburg und schloss das Studium mit dem Diplom ab. Anschließend arbeitete sie einige Jahre in diesem Metier, entschied sich aber 1977 für ein Studium der Kunstgeschichte an der Universität Hamburg bei Martin Warnke und Horst Bredekamp, wo sie 1983 mit einer Untersuchung zur kulturellen und politischen Funktion der Wandkarte in holländischen Interieurgemälden promoviert wurde. Danach ging sie als Volontärin ans Altonaer Museum/Norddeutsches Landesmuseum in Hamburg, wo sie bald darauf zur Leiterin der Abteilung Gemälde und Graphik ernannt wurde und darüber hinaus ab 2001 auch das Jenisch Haus/Museum für Kunst und Kultur an der Elbe als Außenstelle des Altonaer Museums verantwortlich leitete und reorganisierte. Im Jahr 2004 wurde sie zur Direktorin des Altonaer Museums berufen, um eine grundlegende Neuausrichtung des Hauses zu erarbeiten. Ab 2007 wandte sich Hedinger im Anschluss an ihre Museumslaufbahn der Arbeit als freie Kuratorin und Autorin zu. Sie konzipierte unter anderem Ausstellungen für das Bucerius Kunst Forum in Hamburg und die Stiftung Preußische Schlösser und Gärten in Potsdam. Sie lebt in Berlin, verheiratet mit dem Kunsthistoriker Michael Diers.
Sie realisierte in Hamburg und außerhalb der Hansestadt zahlreiche Ausstellungen. Neben monographischen Schauen zu norddeutschen Künstlern des 19. Jahrhunderts (Hermann Kauffmann, Louis Gurlitt) und zur zeitgenössischen Kunst sowie zur aktuellen Fotografie ragen vor allem die kunst- und kulturhistorischen Ausstellungen hervor. Darunter Ausstellungen zu Architektur, Garten- und Innenarchitektur (Franz Gustav Forsmann, C. F. Hansen, Karl Friedrich Schinkel oder Joseph Ramée), zu Spiel- und Künstlerpostkarten, zum Badeleben (Saison am Strand), zur Mode (Braut Moden Schau; Luise. Die Kleider der Königin), zur Kunst der Wolkendarstellung (Wolkenbilder) und des Trompe-l’œil (Täuschend echt) oder zur Geschichte der technisch gestützten Wahrnehmung und Bildproduktion (Schaulust, optisches Theater & andere Spektakel – die Sammlung Werner Nekes). Im Jahr 2013 erschien eine große Untersuchung zur Kunstsammlung Max Liebermanns. 2020 veröffentlichte sie eine erste umfangreiche Monographie mit Werkverzeichnis über das Schaffen der Künstlerin Mary Warburg (1866–1934).

## Schriften

### Monographien
- Plastik des Osnabrücker Landes vom 14. bis zum 18. Jahrhundert im Kulturgeschichtlichen Museum Osnabrück. Museums- und Kunstverein, Osnabrück 1977, DNB 921445148.
- Mit Roland Jaeger, Brigitte Meißner, Jutta Schütt, Lutz Tittel und Hans Walden: Ein Kriegsdenkmal in Hamburg. Tutor-Verlag, Hamburg 1979, ISBN 3-921918-00-6.
- Karten in Bildern. Zur Ikonographie der Wandkarte in holländischen Interieurgemälden des siebzehnten Jahrhunderts (=Studien zur Kunstgeschichte. Band 34). Olms, Hildesheim/Zürich/New York 1986, ISBN 3-487-07729-9.
- Die Elbe malerisch gesehen (= Kleine hamburgische Bibliothek.). Christians, Hamburg 1992, ISBN 3-7672-1162-9.
- Mit Michael Diers, Jürgen Müller (gemeinsam Hrsg.): Max Liebermann. Die Kunstsammlung. Von Rembrandt bis Manet. Hirmer, München 2013, ISBN 978-3-7774-2173-5.
- Mit Michael Diers, Bärbel Hedinger (gemeinsam Hrsg.): Mary Warburg. Porträt einer Künstlerin. Leben | Werk. Hirmer, München 2020, ISBN 978-3-7774-3614-2.

### Ausstellungskataloge
- Hamburger Spielkarten. Altonaer Museum in Hamburg, Hamburg 1984, DNB 850370108.
- Mit Michael Diers: Saison am Strand. Badeleben an Nord- und Ostsee, 200 Jahre. Köhler, Herford 1986, ISBN 3-7822-0390-9 (Altonaer Museum in Hamburg).
- Hermann Kauffmann. Bilder aus Norddeutschland. Altonaer Museum in Hamburg, Hamburg 1989, ISBN 3-927637-02-5.
- Die Künstlerpostkarte. Von den Anfängen bis zur Gegenwart. Prestel, München 1992, ISBN 3-7913-1197-2 (Altonaer Museum in Hamburg und Deutsches Postmuseum Frankfurt am Main).
- Rainvilles Fest. Panorama - Promenade - Tafelfreuden; ein französischer Lustgarten im dänischen Altona. Altonaer Museum in Hamburg, Hamburg 1994, ISBN 3-927637-18-1.
- SehFahrt. Das Schiff in der zeitgenössischen Kunst. Altonaer Museum in Hamburg, Hamburg 1997, ISBN 3-927637-30-0.
- Mit Ulrich Schulte-Wülwer: Louis Gurlitt (1812–1897). Porträts europäischer Landschaften in Gemälden und Zeichnungen. Hirmer, München 1997, ISBN 3-7774-7610-2 (Altonaer Museum in Hamburg und Museumsberg Flensburg sowie Nivaagaards Malerisamling Nivaa bei Kopenhagen).
- Mit Julia Berger, Kristin Böse: C. F. Hansen in Hamburg, Altona und den Elbvororten. Ein dänischer Architekt des Klassizismus. Deutscher Kunstverlag, München / Berlin 2000, ISBN 3-422-06300-5 (Altonaer Museum in Hamburg und Bibliothek der Kunstakademie, Kopenhagen).
- Mit Julia Berger: Karl Friedrich Schinkel. Möbel und Interieur. Deutscher Kunstverlag, München/Berlin 2002, ISBN 3-422-06355-2 (Altonaer Museum in Hamburg / Jenisch Haus).
- Mit Julia Berger: Joseph Ramée. Gartenkunst, Architektur und Dekoration; ein internationaler Baukünstler des Klassizismus. Deutscher Kunstverlag, München / Berlin 2003, ISBN 3-422-06436-2 (Altonaer Museum in Hamburg / Jenisch Haus).
- Mit Inés Richter-Musso, Ortrud Westheider, Heinz Spielmann (Hrsg.): Wolkenbilder. Die Entdeckung des Himmels. Hirmer, München 2004, ISBN 3-7774-2135-9 (Ausstellung und Katalog, Bucerius Kunstforum und Jenisch Haus, Hamburg).
- Mit Julia Berger: Braut Moden Schau. Hochzeitskleider und Accessoires 1755–2005. Prestel, München/Berlin/London/New York 2005, ISBN 3-7913-3413-1 (Altonaer Museum in Hamburg / Jenisch Haus, Hamburg).
- Mit Julia Berger: Franz Gustav Forsmann 1795–1878. Eine Hamburger Architektenkarriere. Wachholtz, Neumünster 2006, ISBN 3-927637-48-3 (Altonaer Museum in Hamburg).
- Mit Julia Berger: Alles im Fluss. Ein Panorama der Elbe. Altonaer Museum für Kunst und Kulturgeschichte, Hamburg 2006, ISBN 3-927637-49-1.
- Mit Gottfried Boehm: Täuschend echt. Illusion und Wirklichkeit in der Kunst Hirmer, München 2010, ISBN 978-3-7774-2431-6 (Ausstellung und Katalog, Bucerius Kunst Forum, Hamburg).
- Mit Adelheid Schendel, Stefan Schimmel, Hans Georg Hiller von Gaertringen (Hrsg.): Luise. Die Kleider der Königin. Mode, Schmuck und Accessoires am Preußischen Hof um 1800. Hirmer, München 2010, ISBN 978-3-7774-2381-4 (Stiftung Preußische Schlösser und Gärten Berlin-Brandenburg).